# Peter Groeger

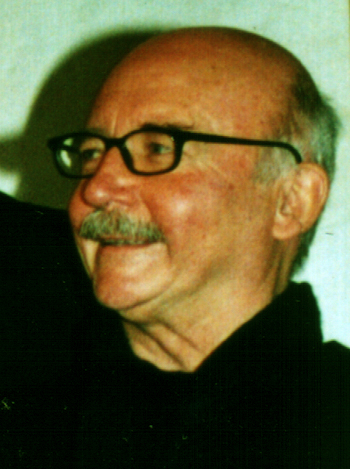
Peter Groeger (1996)

Peter Groeger (* 1. Juni 1933 in Gröbzig, Landkreis Dessau-Köthen, Anhalt; † 16. Januar 2018 in Berlin) war ein deutscher Schauspieler, Regisseur, Hörspielsprecher, Hörbuchsprecher und Synchronsprecher.

## Leben
Groeger wuchs in Gröbzig bei Köthen auf, besuchte u. a. von 1948 bis 1951 die traditionsreiche Landesschule Pforta in Schulpforte bei Naumburg (Saale) und legte hier sein Abitur ab. Sein früherer Mitschüler Karlheinz Klimt, der später selbst von der Biologie in die Theater- und Schriftstellerwelt wechselte, hat mit Eine neue Klasse – Erinnerungen und Wertungen eines in Schulpforte Dabeigewesenen dieser gemeinsamen Zeit ein literarisches Denkmal gesetzt. Anschließend studierte Groeger und gehörte ab Dezember 1951 zum ersten Ausbildungsjahrgang der damals neugegründeten Staatlichen Schauspielschule in Berlin-Niederschöneweide. Er war dann Regieassistent bei Wolfgang Langhoff am Deutschen Theater in Berlin.
Nach einem knapp dreijährigen Regiestudium am Theaterinstitut GITIS in Moskau und Rückkehr ans Deutsche Theater wechselte er auf Rat und Empfehlung des Regisseurs Fritz Göhler zum Rundfunk der DDR, wo er ab 1966 als Regisseur und ab 1970 bis 1991 speziell in der Abteilung Internationale Funkdramatik vorrangig Hörspiel-Adaptionen fremdsprachiger Autoren inszenierte.
Von 1973 bis 1978 war er als MAD-Mann Roloff in den ersten 14 Folgen der TV-Reihe Das unsichtbare Visier zu sehen. Peter Groeger wurde vor allem durch seine zahlreichen Hörspielinszenierungen und als Synchronsprecher des Barkeepers Quark (Armin Shimerman) in der Science-Fiction-Serie Star Trek: Deep Space Nine bekannt. Über einen Zeitraum von zehn Jahren (2006–2017) war er der deutsche Stammsprecher von Stan Lee. Im Jahr 1996 war Groeger als Richard Graf bei Gute Zeiten, schlechte Zeiten zu sehen. Von 1998 bis 2002 spielte er die Figur des Dr. Eisendraht in mehreren Werbespots für die Tankstellenkette DEA. Ab August 2009 war er wieder in dieser Rolle zu sehen, diesmal in ähnlich gestalteten Werbespots für RWE-Autostrom. Von 1998 bis 2007 übernahm er die Rolle des Direktors Schwalbe in der Fernsehserie Anja & Anton.
Seit 2003 war er außerdem in der Sherlock-Holmes-Hörspielreihe der Verlagsgruppe Maritim und Romantruhe in der Rolle des Dr. Watson neben Holmes-Sprecher Christian Rode zu hören. Fantasy-Fans ist er auch als Synchronstimme des Zwergen Forgrimm aus den Computerspielen Das Schwarze Auge: Drakensang und Drakensang: Am Fluss der Zeit bekannt. Außerdem war er der Erzähler in den Drakensang-Hörspielen. Seit 2009 sprach er auch einige Nebenrollen im Radio-Tatort des MDR. Er veröffentlichte auch in der anhaltischen Mundart seiner Heimat.
Seit 2007 schließlich gehörte er zum Ensemble des Berliner Kriminal Theaters, wo er in Arsen und Spitzenhäubchen, Der Name der Rose, Inspektor Campbells letzte Fall,  Mord im Pfarrhaus und Die Therapie  auftrat. Im Januar 2018 wurde er zum Ehrenmitglied des Theaters ernannt.
Groeger starb im Januar 2018 im Alter von 84 Jahren in Berlin an Blutkrebs, nachdem er am 20. Dezember 2017 zum letzten Mal auf der Bühne gestanden hatte.

## Filmografie (Auswahl)
- 1954: Ernst Thälmann – Führer seiner Klasse
- 1956: Zwischenfall in Benderath
- 1957: Sheriff Teddy
- 1959: Nasreddin und der Wucherer (Fernsehfilm)
- 1959: Der kleine Kuno
- 1959: Spuk in Villa Sonnenschein (Fernsehfilm)
- 1959: Im Sonderauftrag
- 1962: Mord ohne Sühne
- 1963: Blaulicht: Heißes Geld (Fernsehreihe)
- 1964: Doppelt oder nichts (Fernseh-Zweiteiler)
- 1966: Schatten über Notre Dame (Fernsehs)
- 1966: Die Reise nach Sundevit
- 1972: Polizeiruf 110: Blütenstaub (Fernsehreihe)
- 1975–1978: Das unsichtbare Visier (Fernsehs)
- 1983: Abends im Kelch (Fernsehfilm)
- 1983: Der Staatsanwalt hat das Wort: Ein gefährlicher Fund (Fernsehreihe)
- 1984: Polizeiruf 110: Das vergessene Labor
- 1986: Polizeiruf 110: Parkplatz der Liebe
- 1988: Polizeiruf 110: Eine unruhige Nacht
- 1995: Polizeiruf 110: Taxi zur Bank
- 1995: Polizeiruf 110: Alte Freunde
- 1996: Gute Zeiten, schlechte Zeiten (Fernsehserie)
- 1998: Walli, die Eisfrau (Fernsehfilm)
- 1998–2006: Anja & Anton (Fernsehserie)
- 1999: Die letzte Chance (Fernsehfilm)
- 2008: Unser Charly (Fernsehserie, eine Folge)
- 2013: Geschichte Mitteldeutschlands – Das Magazin: Erich Honecker – Der Weg zur Macht

## Synchronrollen (Auswahl)
Stan Lee
- 2006–2012: als Dr. Generalissimo Lee in Eureka – Die geheime Stadt
- 2007–2012: als Stan Lee in Chuck
- 2007–2015: als Hot Dog Verkäufer in Phineas und Ferb
- 2012: als Stan Lee in Marvel’s The Avengers
- 2012–2017: als Stan, der Hausmeister in Der ultimative Spider-Man
- 2013: als Alter Mann in Thor – The Dark Kingdom
- 2013–2018: als Älterer Herr in Marvel’s Agents of S.H.I.E.L.D.
- 2014: als Gast bei Abschlusszeremonie in The Amazing Spider-Man 2: Rise of Electro
- 2014: als Freds Vater in Baymax – Riesiges Robowabohu
- 2014: als Xandarian Ladies’ Man in Guardians of the Galaxy
- 2014: als Museumsangestellter in The Return of the First Avenger
- 2015: als Stan Lee in Avengers: Age of Ultron
- 2015–2016: als Mann auf der Bank in Marvel’s Agent Carter
- 2016: als Strip Club DJ in Deadpool
- 2016: als Buspassagier in Doctor Strange
- 2016: als FedEx Fahrer in The First Avenger: Civil War
- 2017: als Astronaut in Guardians of the Galaxy Vol. 2
- 2017: als Gary in Spider-Man: Homecoming
- 2017: als Friseur in Thor: Tag der Entscheidung

Thomas Kopache
- 2005–2010: als Verwalter in Numbers – Die Logik des Verbrechens
- 2005–2017: als Gregory Gering in Bones – Die Knochenjägerin
- 2007: als Boot Salesman in No Country for Old Men
- 2013–2018: als Frank Gordon in The Blacklist
- 2017–2018: als Nabakov in The Tick

Armin Shimerman
- 1987–1994: als Quark in Raumschiff Enterprise – Das nächste Jahrhundert (TV-Synchronisation)
- 1993–1999: als Quark in Star Trek: Deep Space Nine
- 1995–2001: als Quark in Star Trek: Raumschiff Voyager
- 2012–2015: als Dr. Cutler in Perception

Jim Broadbent
- 2010: als Schildkröte Winston in Konferenz der Tiere
- 2011: als Arthur in Die Zeit, die uns noch bleibt

Russell Brand
- 2010: als Dr. Nefario in Ich – Einfach unverbesserlich
- 2013: als Dr. Nefario in Ich – Einfach unverbesserlich 2

### Filme
- 1957: Eduard Cupák als Stasek in Jan Hus
- 1997: André Stojka als Eule in Winnie Puuh auf großer Reise
- 1998: James Greene als Bile in Patch Adams
- 1999: Ian McDiarmid als Dr. Lancaster in Sleepy Hollow
- 2002: Robert Symonds als Mr. Rosen in Catch Me If You Can
- 2003: Vince Lozano als Jacoby in Fluch der Karibik
- 2004: Ron Canada als Wächter Woodruff in Das Vermächtnis der Tempelritter
- 2006: Shunji Fujimura als Watari in Death Note
- 2007: Floyd Levine als Abe der Schneider in Norbit
- 2007: Philip Baker Hall als Captain William Diel in Rush Hour 3
- 2011: Peter MacNeill als Mike Stanton in Die 12 Weihnachts-Dates
- 2011: Terence Kelly als Grandpa in Gregs Tagebuch 2 – Gibt’s Probleme?
- 2011: Gore Verbinski als Sergeant Turley in Rango
- 2012: John Jarratt als Floyd in Django Unchained
- 2012: George Touliatos als Anthony Adubato in Cosmopolis
- 2013: William Russell als Harry in Ein Abenteuer in Raum und Zeit
- 2013: Bjørn Sundquist als Leif in Drachenkrieger – Das Geheimnis der Wikinger
- 2013: Bruce Dern als Woody Grant in Nebraska
- 2013: Norm Crosby als Kmart-Angestellter in Kindsköpfe 2
- 2013: Richard J. Mooney als Ira in Last Vegas
- 2016: Blaque Fowler als Rabbi in Dirty Grandpa
- 2016: Stephen Stanton als Admiral Raddus in Rogue One: A Star Wars Story
- 2017: Edward James Olmos als Chicharrón in Coco – Lebendiger als das Leben!

### Serien
- 1999–2001: Rob Rackstraw als Hauptmann Holly in Unten am Fluss (außer der 9. Folge)
- 2003–2004: Tadashi Miyazawa als Großvater Muto in Yu-Gi-Oh!
- 2006: Stephen Root als Dick Reynolds in American Dad (1. Stimme)
- 2006: Tzi Ma als Bàba Ling in American Dad
- 2008: Earl Schuman als Peter Beal in Little Britain USA
- 2012–2018: Len Cariou als Henry Reagan in Blue Bloods – Crime Scene New York (1. Stimme)
- 2012–2015: Dominic Chianese als Michael Marx in Good Wife
- 2013–2018: Morley Safer als Morley Safer in House of Cards
- 2016: Robin Soans als Sir James Clark in Victoria
- 2016–2018: Lee Tocker als Nerius in Die Nektons – Abenteurer der Tiefe

## Theaterrollen (Auswahl)
- 1954: Molière: Der Bürger als Edelmann – Regie: Otto Dierichs (Theater der Freundschaft)
- 1955: Vera Ljubimowa: Schneeball – Regie: Josef Stauder (Theater der Freundschaft)
- 1956: Herta Greef: Mann und Frau im Essigkrug – Regie: Hans-Dieter Schmidt (Theater der Freundschaft)
- 1956: Curt Corrinth: Trojaner – Regie: Robert Trösch/Benno Bentzin (Theater der Freundschaft)
- 1958: Virgil Stoenescu/Oktavian Sava: Betragen ungenügend – Regie: Josef Stauder (Theater der Freundschaft)
- 1958: Wera Küchenmeister/Claus Küchenmeister: Damals 18/19 – Regie: Lothar Bellag (Theater der Freundschaft)
- 1958: Sergej Michalkow: Sombrero – Regie: Josef Stauder/Manfred Dorschan (Theater der Freundschaft)
- 1959: Werner Heiduczek: Jule findet Freunde – Regie: Helmut Hellstorff (Theater der Freundschaft)

## Hörspiel- und Featureregie (Auswahl)
- 1965: Albert Maltz: Das Flammenzeichen (Hörspiel)
- 1965: Henryk Keisch: Der Sachverständige (Hörspiel)
- 1967: Sidney Gordon: Die lange Reise des Mohammed Mike (6 Teile) (Original-Hörspiel, Kinderhörspiel)
- 1967: Rolf Wohlgemuth: Verraten und verkauft (Hörspiel)
- 1968: David Medvedenko: Dr. Krassow und seine Freunde (Hörspiel)
- 1968: Manfred Streubel: Es kam ein junger Königssohn (Hörspiel)
- 1969: Friedrich Schiller: Die Verschwörung des Fiesco zu Genua (Hörspiel)
- 1969: Rolf Haufs: Harzreise (Hörspiel)
- 1970: Driss Chraïbi: Die Vollmacht. Musik: Georg Katzer (Hörspiel)
- 1970: Boris Jewsejew: Und auch der Dritte ist nicht überflüssig (Komödie)
- 1970: Rudi Strahl: In Sachen Adam und Eva (Hörspiel)
- 1970: Klaus G. Zabel: Napoleon und die Zöllner (Hörspiel)
- 1972: Czesław Chruszczewski: Fünf treffen sich in Konin (Hörspiel)
- 1972: Gunnar Ohrlander: Streik im Walde (Hörspiel)
- 1972: Guy Foissy: Am Anfang der Reise (Hörspiel)
- 1973: Alfred Matusche: Van Gogh Musik: Ruth Zechlin (Hörspiel)
- 1973: Ralph Knebel: Liebeserklärung an einem kühlen Morgen (Radio-Feature über die Weltjugendspiele in Ost-Berlin)
- 1973: Esko Korpilinna: Die Stimme des Herrn (Hörspiel)
- 1974: Augusto Boal: Torquemada (Hörspiel)
- 1974: Giorgio Bandini: Der verschollene Krieger (Hörspiel)
- 1975: Anatoli Grebnjew: Szenen aus dem Leben einer Frau (Hörspiel)
- 1975: Branko Hribar: Bum! Bum! Peng! Und aus! (Kinderhörspiel)
- 1975: Erik Knudsen: Not kennt kein Gebot oder der Wille Opfer zu bringen (Hörspiel)
- 1976: Robert Soulat: Malembreuse oder Die übertriebene Höflichkeit (Hörspiel)
- 1976: Tschingis Aitmatow: Der Aufstieg auf den Fudschijama Bearbeitung und Dramaturgie: Mechthild Schäfer, Musik: Reiner Bredemeyer (Hörspiel), Erstsendung abgesetzt und erst 13 Jahre später, im Dezember 1989 erfolgt.[5]
- 1977: Ingeborg Bachmann: Der gute Gott von Manhattan (Hörspiel)
- 1978: Erika Runge: Die Verwandlungen einer fleißigen, immer zuverlässigen und letztlich unauffälligen Chefsekretärin (Hörspiel)
- 1979: Michail Schatrow: Blaue Pferde auf rotem Gras (Hörspiel)
- 1980: Ernst Barlach: Der blaue Boll (Hörspiel)
- 1980: Alfred Matusche: An beiden Ufern (Hörspiel)
- 1980: Michail Welitschkow: Später Anfang (Hörspiel)
- 1981: Günter Eich: Träume (Auch Sprecher) (Hörspiel)
- 1981: Albert Wendt: Das Hexenhaus (Kinderhörspiel)
- 1982: Albert Wendt: Mein dicker Mantel (Hörspiel)
- 1983: Ana Diosdado: Das Spiegelbild (Originalhörspiel)
- 1983: August Strindberg: Traumspiel (Hörspiel)
- 1983: Horst Ulbricht: Kinderlitzchen (Hörspiel)
- 1983: Eve Dessarre: Das Meer kehrt stets zurück (Hörspiel)
- 1983: August Strindberg: Ein Traumspiel (Märchen für Erwachsene)
- 1984: Yoshikichi Furui: Der heilige Mann (Hörspiel (Kunstkopf))
- 1984: Albert Wendt: Heduda auf dem Pflaumenbaum (Hörspiel)
- 1987: Leonid Leonow: Die Bändigung Badadoschkins (Hörspiel)
- 1988: Henryk Bardijewski: Stunde der Wahrheit (Original-Hörspiel)
- 1989: Ilse Aichinger: Knöpfe (Hörspiel)
- 1989: Bert Koß: Und hinter uns der Frontmann (Hörspiel)
- 1989: Michail Bulgakow: Hundeherz (Hörspiel)
- 1990: Lew Lunz: Die Stadt der Gerechtigkeit (Hörspiel – Funkhaus Berlin)

ARD und DeutschlandRadio
- Randow von Christoph Hein (DLR)
- Missing Müller von John von Düffel, Prod.: ORB
- 1991: Edgar Hilsenrath: Das Märchen vom letzten Gedanken (Hörspiel – SFB/HR)
- 1992: Günter Eich: Die Andere und ich (MDR)
- 1992: Fitzgerald Kusz: Schdille bisde (Mundarthörspiel – MDR)
- 1992: Heinrich Traulsen: König und Besenbinder (Kinderhörspiel – DS Kultur)
- 1992: Clemens Brentano: Die Mährchen vom Rhein und dem Müller Radlauf (Kinderhörspiel – DS Kultur)
- 1993: Ádám Bodor: Die Außenstelle (Hörspiel – MDR/ORF)
- Die Mondblume von Mario Göpfert (DS Kultur)
- 1995: Jürgen Ebertowski/Joy Markert: Esbeck und Mondrian (Kriminalhörspiel – SFB)
- 1996: Ákos Németh: Julia und ihr Leutnant (DLR Berlin)
- 1996: Zeugnis ablegen nach Victor Klemperer (DLR)[6]
- 2002: Henning Mankell: Hunde von Riga (Hörspiel – STIL im Auftrag des Hörverlags)

## Hörspiele (Auswahl)

### Sprecher
- Sprecher des Dr. Watson in der Hörspielreihe Sherlock Holmes der Verlagsgruppe Hermann / maritim-produktionen.
- Sprecher des Dr. Watson in der Reihe Sherlock Holmes – Die neuen Fälle von Romantruhe / All Score Media
- 1958: Wera Küchenmeister/Claus Küchenmeister: Damals achtzehn – neunzehn – Regie: Helmut Hellstorff (Dokumentarhörspiel – Rundfunk der DDR)
- 1959: Kasper Germann: Ferien mit Ebbo (Mitschüler) – Regie: Theodor Popp (Hörspiel – Rundfunk der DDR)
- 1959: Friedrich Karl Kaul/Walter Jupé: Alles beim alten – Regie: Gert Beinemann (Hörspiel – Rundfunk der DDR)
- 1961: Jane Kavcic: Zug Nr. 612 (Illegaler) – Regie: Wolfgang Brunecker (Hörspiel – Rundfunk der DDR)
- 1963: Manfred Bieler: Nachtwache – Regie: Helmut Hellstorff (Rundfunk der DDR)
- 1964: Rudolf Kirsten: Die Teufelsmühle (Heiner) – Regie: Flora Hoffmann (Kinderhörspiel – Rundfunk der DDR)
- 1965: Brüder Grimm: Hänsel und Gretel (Hänsel) – Regie: Werner Schurbaum (Kinderhörspiel – Litera)
- 1965: Brüder Grimm: Das Hirtenbüblein (Hirtenbüblein) – Regie: Werner Schurbaum (Kinderhörspiel – Litera)
- 1966: Nikolai Nossow: Nimmerklug im Knirpsenland (Immerklug) – Regie: Ingeborg Milster (Kinderhörspiel – Rundfunk der DDR)
- 1967: Michail Scholochow: Fremdes Blut (Mitja) – Regie: Werner Grunow (Hörspiel – Rundfunk der DDR)
- 1967: Petko Todorow: Die Drachenhochzeit (Hirte) – Regie: Wolfgang Brunecker (Hörspiel – Rundfunk der DDR)
- 1967: Horst Enders: Die Rettungsmedaille (Bernd Burchardt) – Regie: Ingeborg Milster (Kinderhörspiel – Rundfunk der DDR)
- 1968: Alexander Lukin/Dimitri Poljanowski: Mal angenommen, es ist Liebe – Regie: Ingeborg Milster (Kinderhörspiel – Rundfunk der DDR)
- 1968: Horst Girra: Brennpunkt Autowolf (Rolf Wendt) – Regie: Joachim Gürtner (Kriminalhörspiel aus der Reihe Spuren, Teil 6 – Rundfunk der DDR)
- 1969: Kikuta Kazuo: Die Taube Dankuro (Student) – Regie: Horst Liepach (Hörspiel – Rundfunk der DDR)
- 1970: Helga Pfaff: Die Schildbürger (Bote) – Regie: Horst Liepach (Kinderhörspiel – Rundfunk der DDR)
- 1970: Hans Pfeiffer: Identifizierung eines unbekannten Toten – Regie: Horst Liepach (Hörspiel – Rundfunk der DDR)
- 1970: Stephan Hermlin: Scardanelli (Waiblingers Begleiter) – Regie: Fritz Göhler (Hörspiel – Rundfunk der DDR)
- 1970: Arne Leonhardt: Charme und Elektronik (Arne) – Regie: Joachim Gürtner (Hörspiel: Neumann, zweimal klingeln Nr.1 – Rundfunk der DDR)
- 1970: Tschingis Aitmatow: Die Straße des Sämanns (Bektasch) – Regie: Werner Grunow (Hörspiel – Rundfunk der DDR)
- 1970: Hansgeorg Meyer: Familienperspektive (Arne) – Regie: Joachim Gürtner (Hörspielreihe: Neumann, zweimal klingeln – Rundfunk der DDR)
- 1971: Bruno Gluchowski: Stahl von der Ruhr (Henssler) – Regie: Helmut Hellstorff (Hörspiel nach „Blutiger Stahl“ (3 Teile) – Rundfunk der DDR)
- 1973: Lia Pirskawetz: Spinnen-Palaver (Spinnenmann) – Regie: Barbara Plensat (Hörspiel – Rundfunk der DDR)
- 1974: Wolf D. Brennecke: Abriss eines Hauses – Regie: Fritz-Ernst Fechner (Hörspiel – Rundfunk der DDR)
- 1974: Tom Wittgen: Der Mann mit dem Hocker (Lomm) – Regie: Joachim Gürtner (Hörspielreihe: Neumann, zweimal klingeln – Rundfunk der DDR)
- 1976: Hans Skirecki: Hinter Wittenberge (Der Kleine) – Regie: Barbara Plensat (Hörspiel – Rundfunk der DDR)
- 1980: Joachim Walther: Bewerbung bei Hofe (Poisson) – Regie: Fritz Göhler (Hörspiel – Rundfunk der DDR)
- 1980: Lia Pirskawetz: Stille Post – Regie: Horst Liepach (Biografie – Rundfunk der DDR)
- 1981: Giorgio Bandini: Unser unmenschliches Haus – Regie: Helmut Hellstorff (Hörspiel – Rundfunk der DDR)
- 1984: Erwin Ziemer: Vatersorgen (Rolly) – Regie: Joachim Gürtner (Kurzhörspiel aus der Reihe Waldstraße 7 – Rundfunk der DDR)
- 1985: Vaclav Cibulka: Der Golem (Nathan) – Regie: Uwe Haacke (Kinderhörspiel – Rundfunk der DDR)
- 1986: Jacob Grimm/Wilhelm Grimm: Die Prinzessin und der Spielmann (Räuber) – Regie: Manfred Täubert (Kinderhörspiel – Rundfunk der DDR)
- 1991: Gabriel Josipovici: Nachruf auf L. S. (Interviewer) – Regie: Robert Matejka (Hörspiel – RIAS Berlin)
- 1991: Thomas Fuchs: Lisa (Herr Franke) – Regie: Wolfgang Rindfleisch (Kinderhörspiel – Funkhaus Berlin/SFB)
- 1998: Michail Bulgakow: Der Meister und Margarita – Regie: Petra Meyenburg (Hörspiel (30 Teile) – MDR)
- 2001: Matthias Scheliga: Schnecks Heimweg (Künstler) – Regie: Barbara Plensat (Hörspiel – SFB/ORB)
- 2005: Jules Verne: In 80 Tagen um die Welt (Detectiv Fix) – Regie: Stefan Dutt (Hörspiel in 2 Teilen – MDR)
- 2010: Hugo Rendler: It’s your turn – Regie: Martin Zylka (Kriminalhörspiel – WDR)
- 2017: Joseph Conrad: Der Geheimagent, Hörspiel mit Peter Groeger, 2 CDs, WDR 2004 / Der Audioverlag, ISBN 978-3-7424-0064-2

## Hörbücher (Auswahl)
- 2018: Hermann Bote: Till Eulenspiegel. Ein kurzweiliges Buch von Till Eulenspiegel aus dem Lande Braunschweig in 96 Historien, ungekürzte Lesung mit Peter Groeger, 334 Min., mp3 CD, MDR / Der Audio Verlag, ISBN 978-3-7424-0752-8

## Computerspiele (Auswahl)
- 2008: Das Schwarze Auge: Drakensang
- 2009: The Book of Unwritten Tales
- 2010: Drakensang: Am Fluss der Zeit
- 2013: The Raven: Vermächtnis eines Meisterdiebs (Jakob Anton Zellner)
- 2018: Far Cry 5